# Iuri Konovàlov
Iuri Konovàlov   (Bakú, 30 de desembre de 1929 - Smolensk, 25 de maig de 2008) fou un atleta àzeri, especialista en curses de velocitat, que va competir sota bandera soviètica durant les dècades de 1950 i 1960.
El 1956 va prendre part en els Jocs Olímpics d'Estiu de Melbourne, on disputà tres proves del programa d'atletisme. Formant equip amb Leonid Bartenev, Vladimir Sukharev i Boris Tokarev guanyà la medalla de plata en la prova dels 4x100 metres, mentre en els 100 i 200 metres quedà eliminat en sèries. Quatre anys més tard, als Jocs de Roma, tornà a disputar tres proves del programa d'atletisme. Revalidà la medalla de plata en els 4x100 metres, aquesta vegada formant equip amb Gusman Kosanov, Leonid Bartenev i Edvin Ozolin; i novament quedà eliminat en sèries en les altres dues proves que disputà.
En el seu palmarès també destaca una medalla de bronze al Campionat d'Europa d'atletisme de 1958 en els 4x100 metres. A nivell nacional guanyà 2 títols nacionals: un als 100 metres (1957) i un altre als 200 metres (1958). Fou membre de l'equip que va millorar el rècord d'Europa dels 4x100 metres en dues ocasions, el 1956 i 1961. També igualà el rècord nacional dels 100 metres amb un temps de 10.3".

## Millors marques
- 100 metres. 10.3" (1957)
- 200 metres. 20.9" (1960)[5]